# Karyotakismus
Karyotakismus (griechisch Καρυωτακισμός, abgeleitet vom Namen des Dichters Kostas Karyotakis) ist in der neugriechischen Literaturgeschichte die Bezeichnung für das hauptsächlich von 1928 bis 1938 aufgetretene Phänomen, dass zahlreiche, vor allem junge Dichter den Lyriker und Prosaschriftsteller Kostas Karyotakis poetisch nachzuahmen versuchten, eine Identifikation mit seiner Persönlichkeit zu spüren glaubten oder bewusst verfolgten und seinen Selbstmord 1928 mythifizierten. Auch in späteren Jahren, vor allem zu Zeiten der sogenannten Generation der 1970er Jahre, begegnet man einem derartigen Phänomen, das dann auch als Neokaryotakismus bezeichnet wird.

## Der Begriff in der Literaturkritik der 1930er Jahre
Der Begriff des Karyotakismus wurde zuerst von Andreas Karandonis verwendet, der 1935 in einem Zeitungsartikel den Einfluss, den der sieben Jahre zuvor verstorbene pessimistische und neobürgerliche Dichter Karyotakis auf die literarisch interessierte Jugend Griechenlands ausübte, scharf kritisierte. Während es für Karandonis noch nachvollziehbar sei, dass in den unmittelbar auf den Tod des Lyrikers folgenden Jahren dessen Werk noch nachwirke, halte er die Bewegung des Karyotakismus seit 1931 für schädlich und verwerflich, da er das literarische Leben in Griechenland in eine Sackgasse führe. Die Hauptargumente, die Karandonis gegen die zahlreichen Nachahmer der karyotakischen Dichtung ins Feld führte, zielten auf deren unaufhörlich larmoyanten und pessimistischen Schreibstil ab sowie auf die unwillkommene Vermischung von Volkssprache (Dimotiki) und hochsprachlichen Wörtern und Phrasen (Katharevousa).
Auch Tellos Agras, der zu den wenigen Karyotakis-Bewunderern aus den Reihen der etablierten Dichter und Literaturkritiker der damaligen Zeit gehörte, schrieb 1935: „Auch heute […] schreiben fast alle jungen [Dichter] – die wenigen, wenn auch bedeutsamen Ausnahmen lassen sich an einer Hand abzählen – nach dem Vorbild Karyotakis’ und derer, die nach ihm kamen.“

Ein weiterer Beleg für den gewaltigen Einfluss von Karyotakis’ Dichtung auf die junge Generation Griechenlands findet sich in Vassos Varikas’ Buch K.G. Karyotakis. Das Drama einer Generation (1938), in dem er feststellt: „[Karyotakis'] Werk und sein Einfluss füllen die letzten zehn Jahre unseres geistigen Lebens. Er ist immer noch der Ausgangspunkt für unsere Jugend, und immer noch bleiben die meisten dort auch stehen.“

Bemerkenswerterweise waren die zahlreichen Nachahmer Karyotakis, die mit dem Begriff des Karyotakismus zusammengefasst werden, überwiegend unbekannte und wenig talentierte Nachwuchs- oder Gelegenheitsdichter, die schnell wieder in Vergessenheit gerieten. Während das Jahr 1935 einen Höhepunkt in der Karyotakismus-Kritik markierte, ebbte das Phänomen und zugleich die Aufmerksamkeit der Kritik nach 1938 schlagartig ab – eine interessante zeitliche Koinzidenz mit der ersten Gesamtausgabe der Werke Karyotakis', die auch ins Jahr 1938 fiel. Das Interesse der Literaturkritiker wandte sich bald den neuen vielversprechenden Dichterpersönlichkeiten der Generation der 30er Jahre zu, wie z. B. Giorgos Seferis, Odysseas Elytis oder Andreas Embirikos, die aber, wie Savvidis zeigt, allesamt auch mehr oder weniger stark vom Werk Karyotakis’ beeinflusst waren.

## Neuere Aspekte des Karyotakismus und Neokaryotakismus
Auch die neuere Literaturforschung beschäftigt sich mit dem Thema Karyotakismus. In seinem 1997 beim Karyotakis-Symposium gehaltenen Vortrag beschreibt Dimitris Tziovas vier Aspekte des Karyotakismus, die nach seiner Theorie auf die zahlreichen unter diesem Begriff zusammengefassten Dichter der 1930er Jahre zutreffen:
- Selbstunterschätzung und Selbstparodie des Dichters und seiner Rolle in der Gesellschaft.
- Klage über soziale Vereinsamung und Widerstand gegen institutionellen Druck
- Ausdruck der persönlichen Ausweglosigkeit, der melancholischen Stimmung oder der „offenen Wunde“
- Sprachliche Schärfe und in Versen ausgedrückte Parodie.

Gemeinsame Eigenschaft dieser Aspekte und damit karyotakistischer Topos schlechthin ist nach Tziovas die Wechselwirkung zwischen dem Dichter und seiner Umgebung. Der Karyotakismus sei demnach weniger als poetisches, sondern eher als soziales und ästhetisches Phänomen zu begreifen; er habe den Charakter gesellschaftlichen Widerstands.
Als Neokaryotakismus bezeichnet Evripidis Garantoudis das Phänomen, dass sich in Gedichten von neugriechischen Literaten der 1970er Jahre Bezüge auf Karyotakis wieder deutlich häufen. Dies drückt sich meist darin aus, dass in Gedichten der Name Karyotakis’ explizit erwähnt wird oder dass sich das lyrische Ich direkt an ihn wendet. Auch werden Verse von Karyotakis in teils unveränderter Form wieder aufgegriffen und poetisch verarbeitet, oder es finden sich eindeutige Bezugnahmen auf den Lebenslauf Karyotakis', etwa mit der Nennung von Preveza, der Stadt, in der Karyotakis sich 1928 das Leben nahm. Ein aufschlussreicher Katalog von karyotakistischen Gedichten der Generation der 1970er Jahre wurde von Evripidis Garantoudis erstellt. Allerdings hat die Generation der 1970er Jahre auch andere Dichtergestalten mythifiziert, so z. B. Konstantinos Kavafis, Edgar Allan Poe, Franz Kafka oder Wladimir Majakowski. Gemeinsam ist all diesen Mythifizierungsmechanismen, dass – etwa durch die selbstmordbedingte Überhöhung des betreffenden Dichters in der Erinnerung der Nachwelt – die Aufmerksamkeit der Nachahmer und Heroisierer zunehmend vom Werk zur verklärten Person des Dichters hin abgelenkt wird.
Die Literaturkritik ist sich heute wie damals weitgehend einig, dass die meisten Nachahmer Karyotakis’ selbst nichts poetisch Wertvolles zuwege gebracht haben und daher zu Recht in Vergessenheit geraten sind, während sich ihr großes Vorbild als Vertreter einer ganzen Generation nach wie vor großer Beliebtheit erfreut und fraglos zu den bedeutendsten neugriechischen Lyrikern zu zählen ist.

## Neugriechische Literaten in der Karyotakismus-Kritik
Der später als einer der größten neugriechischen Dichter anerkannte Giannis Ritsos sah sich mit seiner ersten Gedichtsammlung Traktor (Τρακτέρ, 1934) noch dem Vorwurf ausgesetzt, er ahme Karyotakis zu stark nach, auch wenn er sich selbst deutlich von Karyotakis abgrenzte. Dimitris Tziovas, ein Wissenschaftler der 1990er Jahre, erkennt in Schriften von Embirikos, Kontós und Ganás mehr oder weniger stark ausgeprägte Aspekte von Karyotakismus bzw. dem Bestreben des Autors, Identifikation mit Kostas Karyotakis zu erreichen oder diesen im kollektiven Gedächtnis wachzuhalten. Weitere Autoren, die in ihren Gedichten starke Bezüge auf Karyotakis aufweisen, sind beispielsweise Traianos, Poulios, Panagiotos, Siopis, Papageorgiou, Xenoudaki, Papanikolaou und Maria Polydouri.